# Vordering

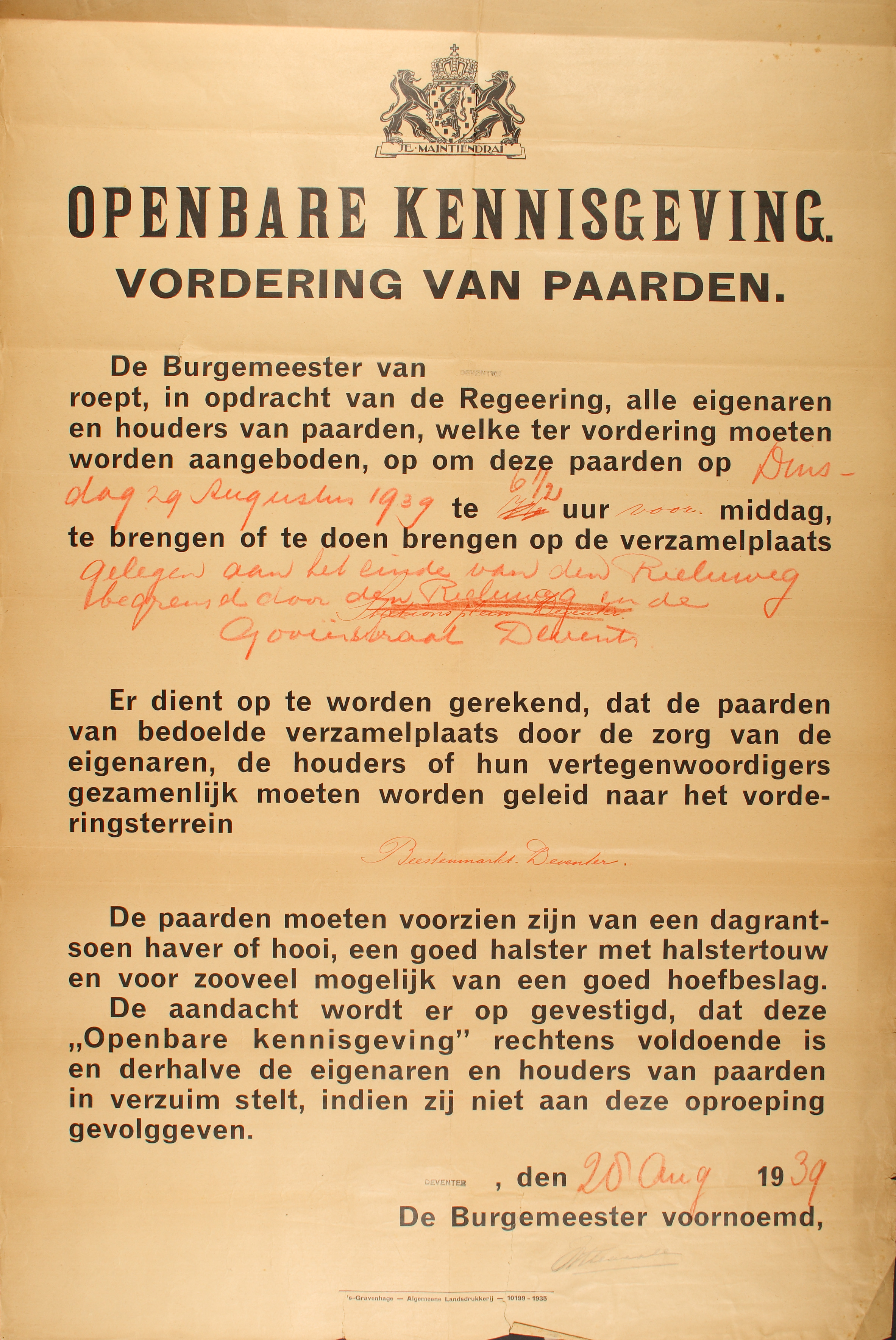
Vordering van paarden 1939

Een vordering is, eenvoudig gesproken, het (op)eisen van iets bij iemand, aanspraak maken op iets. Bij rampen en oorlogsdreiging kan een overheid o.a. materialen en vervoersmiddelen vorderen van bedrijven en burgers. Er kan een vordering bij de rechter worden ingesteld, dat is een officiële manier om een zaak aanhangig te maken wanneer iemand een vordering betwist en men er in onderling overleg niet uitkomt (dagvaardingsprocedure), naast de mogelijkheid een verzoekschrift in te dienen (verzoekschriftprocedure). De wet bepaalt in welke gevallen welke soort van procedure moet worden gebruikt.
Een vordering is, in informele zin, het aan een schuldenaar kenbaar maken, door een schuldeiser, van hetgeen er door die eiser van die schuldenaar wordt verwacht. Dat kan gaan over geld, of een bepaald doen of laten, maar in alle gevallen bedoelt men hiermee, dat er een verplichting wordt ingeroepen, tegen een ander.
In de rechtswetenschappen bedoelt men met de term "vordering":
Rechtsbetrekking, krachtens dewelke de één, (schuld)eiser, gerechtigd is te ontvangen hetgeen de ander, de schuldenaar, verplicht is, aan die een te geven - of voor die een te doen dan wel na te laten. Vordering betekent: eis.

## Nederland
Boek 3 van het Nederlandse Burgerlijk Wetboek bepaalt:
Tenzij uit de wet, uit de aard der verplichting of uit een rechtshandeling anders volgt, wordt hij die jegens een ander verplicht is iets te geven, te doen of na te laten, daartoe door de rechter, op vordering van de gerechtigde, veroordeeld. 